# Ungkaya Pukan
Ungkaya Pukan est une municipalité de la province de Basilan, aux Philippines.

## Barangays
Ungkaya Pukan compte 12 barangays :
- Amaloy
- Bohe-Pahuh
- Bohe-Suyak
- Cabangalan
- Danit
- Kamamburingan
- Matata
- Materling
- Pipil
- Sungkayut
- Tongbato
- Ulitan